# Now Girls Rule
Now Girls Rule es una organización cultural feminista, enfocada en el crecimiento, desarrollo y promoción de mujeres artistas. Now Girls Rule fue creada en México en el año 2014, por la música y activista Elis Paprika, para contrarrestar a la falta de atención en el talento y el creciente número de mujeres artistas en la escena musical.
Elis Paprika tomó el nombre directamente de su canción "Now Girls Rule!" en la que invitó a Sandrushka Petrova y Ana Cristina Mo (quien también es bajista con Elis Paprika), de la banda Descartes a Kant, Vanessa Zamora, y Renee Mooi, todas artistas de la escena de música alternativa en México.
Now Girls Rule realiza diversas actividades anuales, diseñadas para el crecimiento de la presencia y atención a las mujeres en la escena musical y cultural en México, así como en la educación de nuevas generaciones de mujeres artistas.

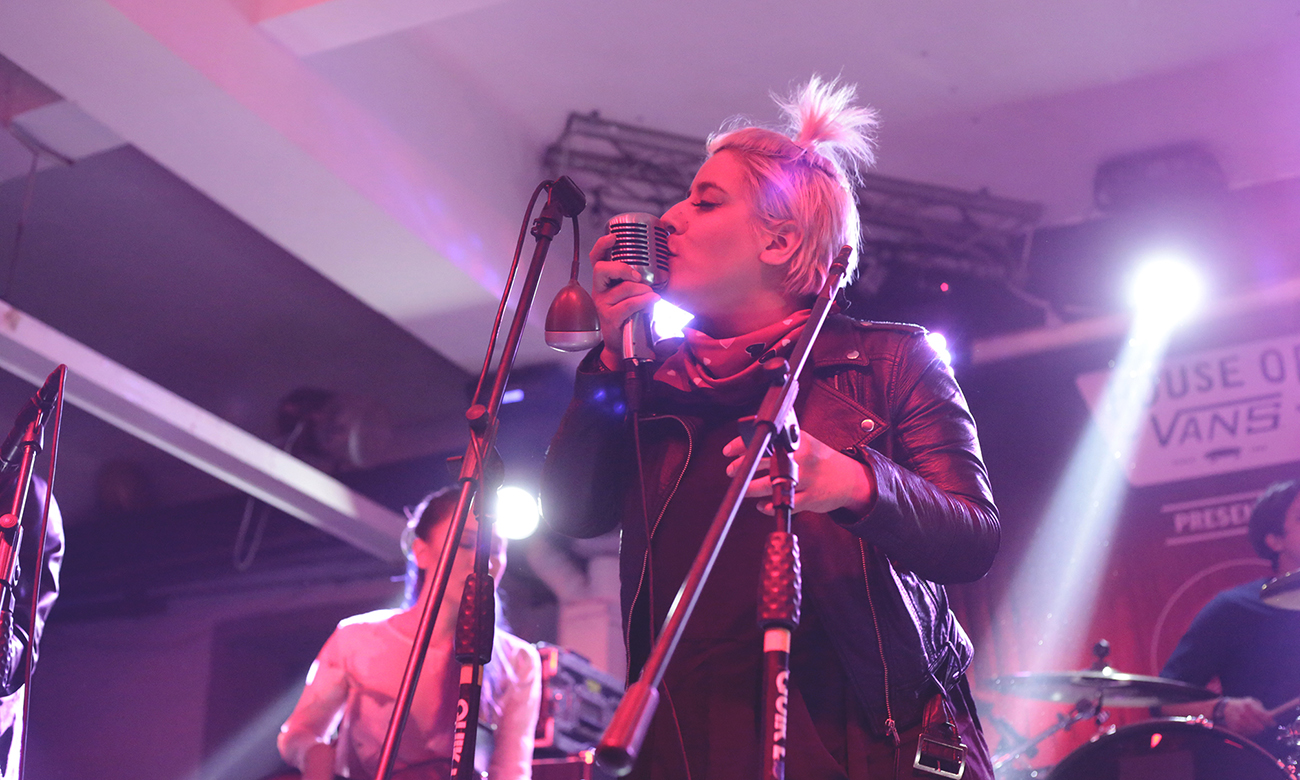
La fundadora de Now Girls Rule Elis Paprika, presentándose en vivo en la primera Noches Now Girls Rule, en 2016.

## Antecedentes
Históricamente, la escena de la música en América Latina ha estado dominada por agrupaciones lideradas por hombres. Después de la aparición de artistas como Joan Jett, Kim Gordon de la banda Sonic Youth, Kim Deal de la banda Pixies en la década de 1980, y el crecimiento de movimientos como Riot grrrl y grupos como Bikini Kill, Bratmobile, L7, y Veruca Salt en la década de 1990 en Norteamérica, se vio un crecimiento en el número de artistas mujeres con carreras exitosas y relevantes en América Latina, sobre plataformas como MTV (Latinoamérica), y en la creciente cantidad de festivales musicales como Vive Latino en México, y Rock al Parque en Colombia.

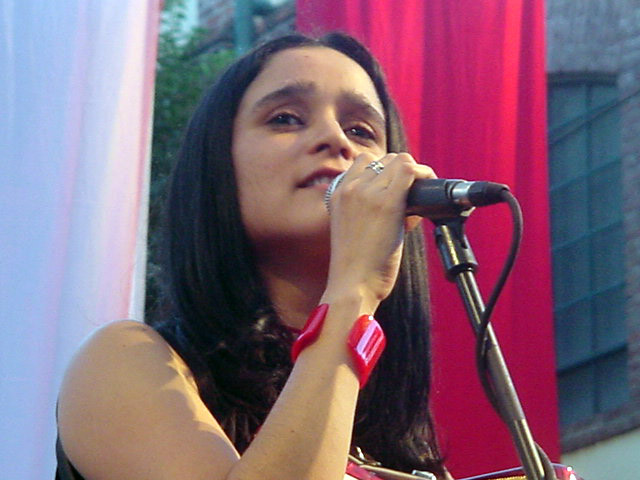
Julieta Venegas en 2007

La aparición, en la escena de la música alternativa en América Latina, de artistas como Julieta Venegas, Andrea Echeverri de la banda Aterciopelados, Rita Guerrero de la banda Santa Sabina, María Gabriela Epumer, Las Ultrasónicas, Nicole (cantante chilena), Ely Guerra, y Aurora y La Academia generó una creciente cantidad de mujeres artistas, como Natalia Lafourcade, Li Saumet de la banda Bomba Estéreo, María Barracuda, Elis Paprika, Denise Gutiérrez de la banda Hello Seahorse!, Sandrushka Petrova, Dafne Carballo, y Ana Cristina Mo de la banda Descartes a Kant, Chiosan de la banda Austin TV, Mon Laferte, Mariana Priego de la banda Elli Noise, Carla Morrison, María Daniela y su Sonido Lasser, y Ximena Sariñana quienes en las décadas del 2000 y 2010 acrecentaron la escena de la música alternativa en América Latina, que ahora produce aún más mujeres artistas.

## Historia
Por años, la músico y activista mexicana Elis Paprika ha buscado darle mayor atención al creciente número de mujeres artistas, y proyectos musicales liderados por mujeres, y su inclusión en los espacios diseñados para la música. Inspirada por el festival Lilith Fair, y la gira De Diva Voz de Julieta Venegas, Ely Guerra y Aurora y La Academia en los años 1990's, y aprovechando la atención que su carrera musical le brindó, así como la interminable cantidad de nuevas artistas mujeres que continúan desarrollándose, Elis Paprika comenzó a crear espacios para presentar a otras mujeres artistas y darle la oportunidad al público de la escena de música alternativa en México para continuar conociendo propuestas nuevas de mujeres artistas. Esto evolucionó hasta convertirse en la organización que en 2014 Elis Paprika fundó como Now Girls Rule, que también se expandió para incluir actividades educacionales para fomentar la creación de nuevas generaciones de mujeres artistas.
En octubre de 2021, Elis Paprika organizó y coordinó actividades para Now Girls Rule dentro del marco de FIMPRO (Feria Internacional de Música para Profesionales) en Guadalajara, Jalisco México, con paneles para artistas LGBTQ+, así como para igualdad para mujeres en la industria musical con el programa Equal de Spotify.
El 13 de octubre de 2021, Now Girls Rule anunció oficialmente la fecha del 5 de diciembre de 2021 para realizar la segunda edición de La Marketa by Now Girls Rule en Ciudad de México.

## Actividades y Eventos

### Girls Will Rule

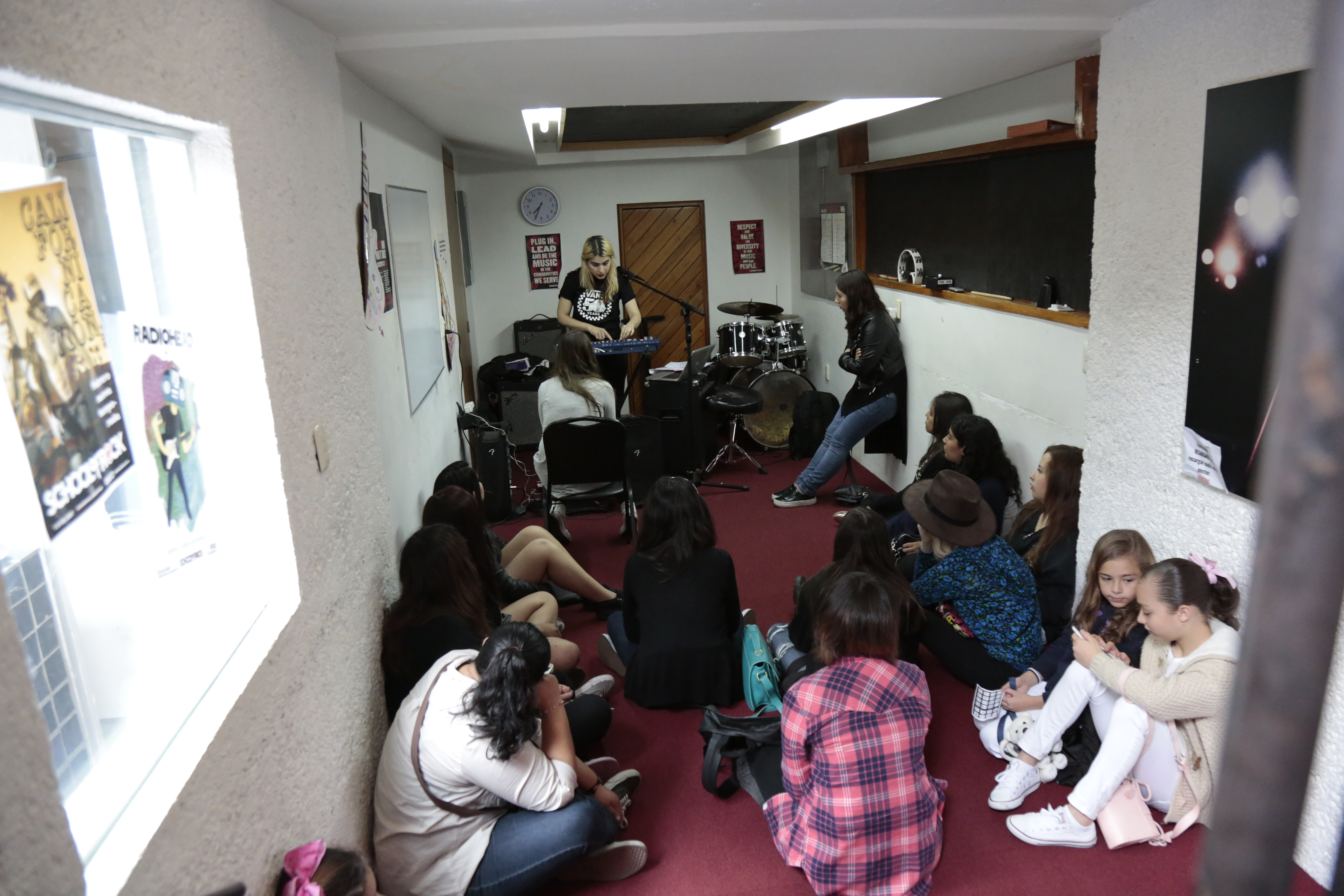
Marcela Viejo impartiendo taller de sintetizadores a niñas en la edición 2016 de Girls Will Rule de Now Girls Rule

Now Girls Rule organiza campamentos artísticos gratuitos, llamados Girls Will Rule, para niñas entre las edades de 7 y 17 años, con talleres de instrumentos musicales, canto, fotografía, y diseño de Fanzine. Los talleres son impartidos por mujeres artistas establecidas en la escena de la música alternativa de México, con el propósito de que las asistentes se inspiren al ver a mujeres quienes han formado una carrera artística exitosa. La primera edición de Girls Will Rule se llevó a cabo en marzo de 2016 en la Ciudad De México, bajo el nombre "Girl Camp".

### La Marketa

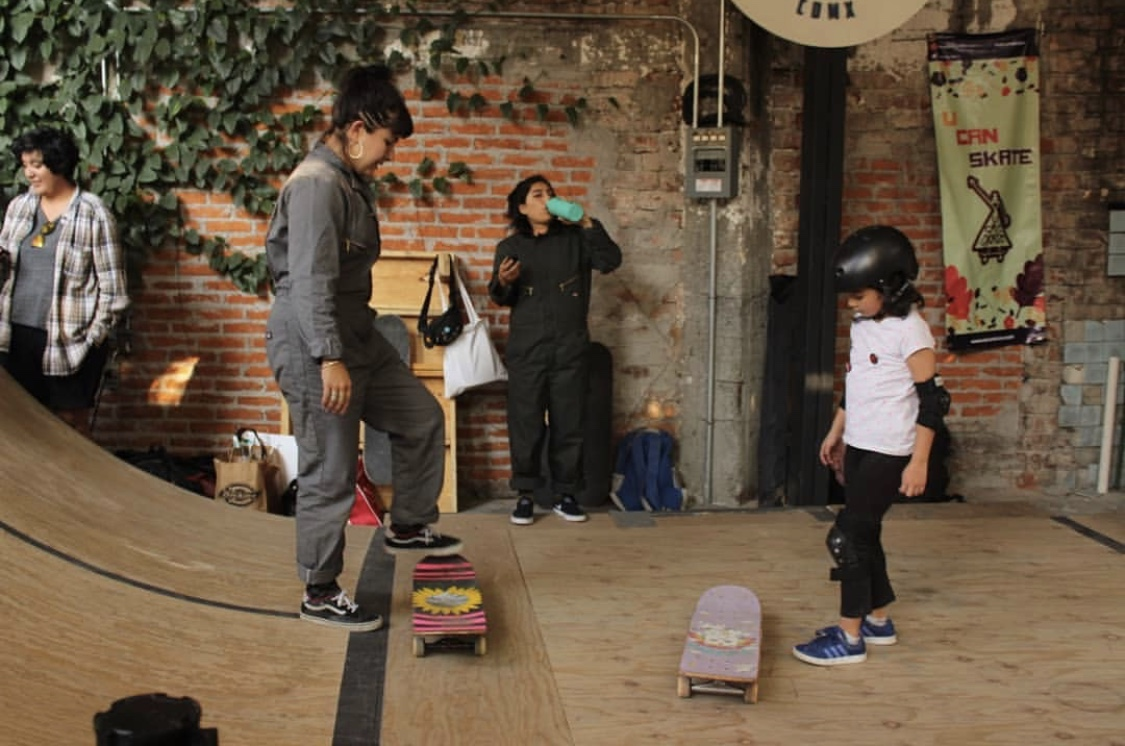
Taller de Skateboarding en La Marketa by Now Girls Rule en Ciudad de México en 2019

La Marketa es el primer bazar de artistas mujeres en la música creado en México, con el propósito de brindar un espacio en donde cada artista vende directamente su mercancía original a los asistentes. Now Girls Rule creó La Marketa como un espacio para apoyar directamente a las mujeres artistas en México, y al mismo tiempo generar atención y apoyo para artistas independientes. Now Girls Rule realiza el evento de manera gratuita para los asistentes, con un formato que permite a cada artista quedarse con el 100% de lo generado por sus ventas. La Marketa incluye presentaciones en vivo por parte de algunas de las artistas invitadas en cada edición, así como talleres de diferentes disciplinas para niños y niñas. La primera edición de La Marketa se llevó a cabo en diciembre de 2019 en la Ciudad De México. La edición de 2020 fue cancelada después de mover su fecha un par de veces debido a la pandemia de Covid-19.
El 5 de diciembre de 2021, la segunda edición de La Marketa se llevó a cabo en Jardín Juárez en Ciudad de México con 45 artistas, entre músicas e ilustradoras, y presentaciones en vivo por 15 de ellas. La tercera edición de La Marketa se llevó a cabo el 26 de junio de 2022 en Ciudad de México, siendo la primera en llevarse a cabo durante el verano. La cuarta edición de La Marketa se llevó a cabo el 4 de diciembre de 2022, en Jardín Juárez en Ciudad de México.

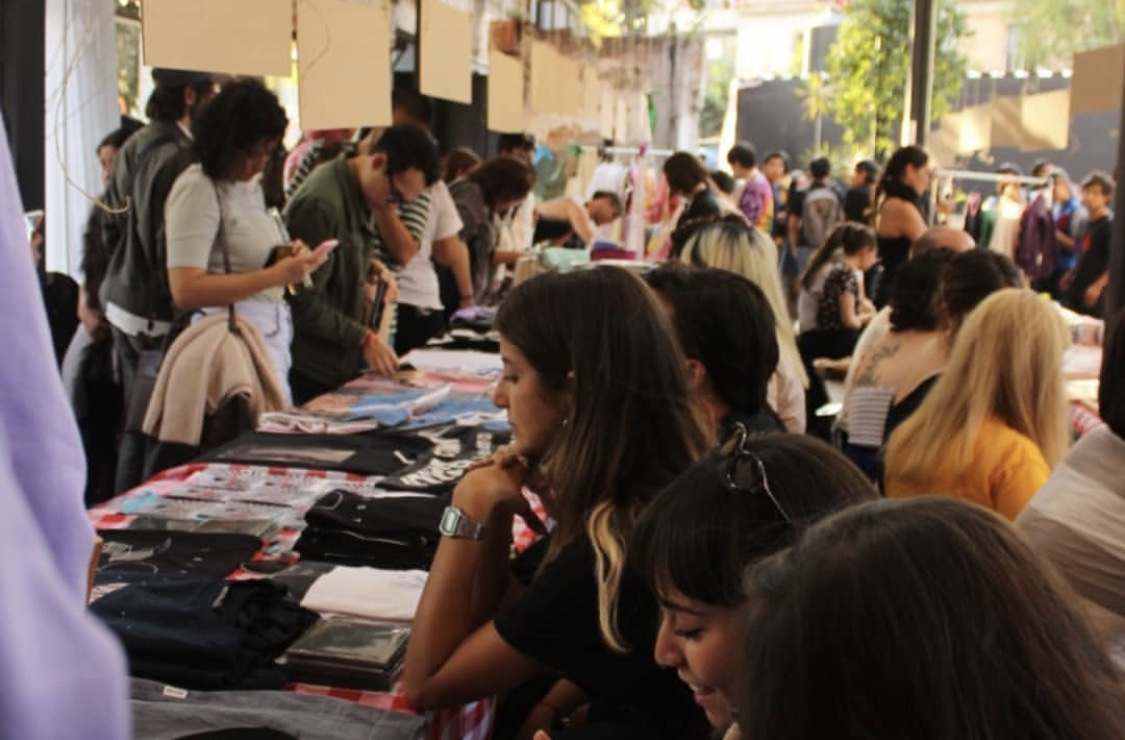
Puestos de Venta en La Marketa by Now Gilrs Rule 2019 en Ciudad De México

La Marketa ha tenido 8 ediciones, incluyendo una en la primera edición del Festival HERA HSBC en la Ciudad de México, México en agosto de 2024. 

### Noches Now Girls Rule

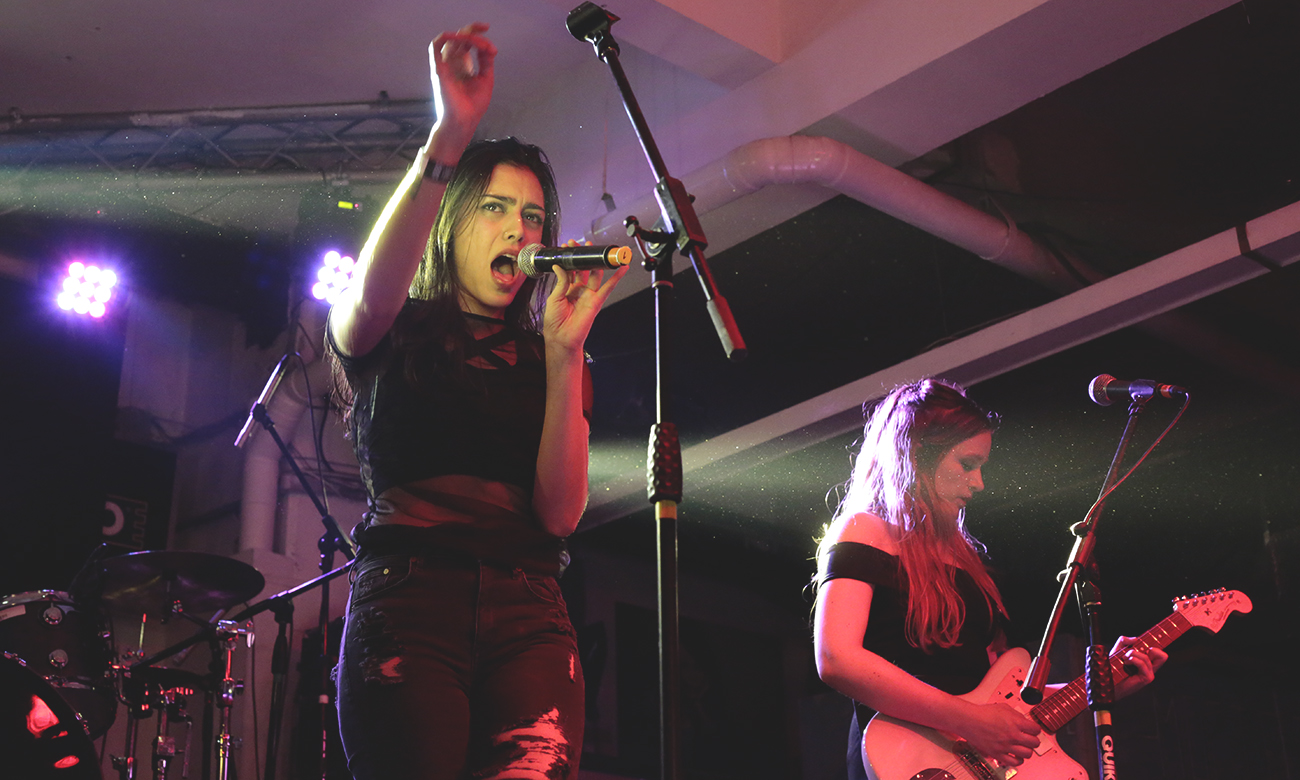
Ruido Rosa presentándose en una de las Noches Now Girls Rule en Ciudad de México en 2016

Las Noches Now Girls Rule son una serie de conciertos organizados por Now Girls Rule, en donde presentan a mujeres artistas, o agrupaciones musicales lideradas por mujeres, quienes cuentan con una carrera establecida dentro de la escena de la música alternativa en México, e invitan a mujeres artistas independientes con carreras en desarrollo, para que los públicos de las demás conozcan su trabajo. También es una manera constantemente exponer al público de la escena de música alternativa en México a propuestas nuevas. La primera edición de Noches Now Girls Rule se llevó a cabo en marzo de 2016, e incluyó a la banda Ruido Rosa de la Ciudad de México, Elis Paprika de la ciudad de Guadalajara, Jalisco (artistas quienes impartieron algunos de los talleres de la primera edición de Girls Will Rule), así como Miss Simpatía de Italia. La primera Noche Now Girls Rule después de la pausa causada por la pandemia de Covid-19, se llevó a cabo el 26 de enero de 2023 en Ciudad de México, con presentaciones en vivo de Elis Paprika, Vondré y Las Decapitadas.

### Noches de Networkings

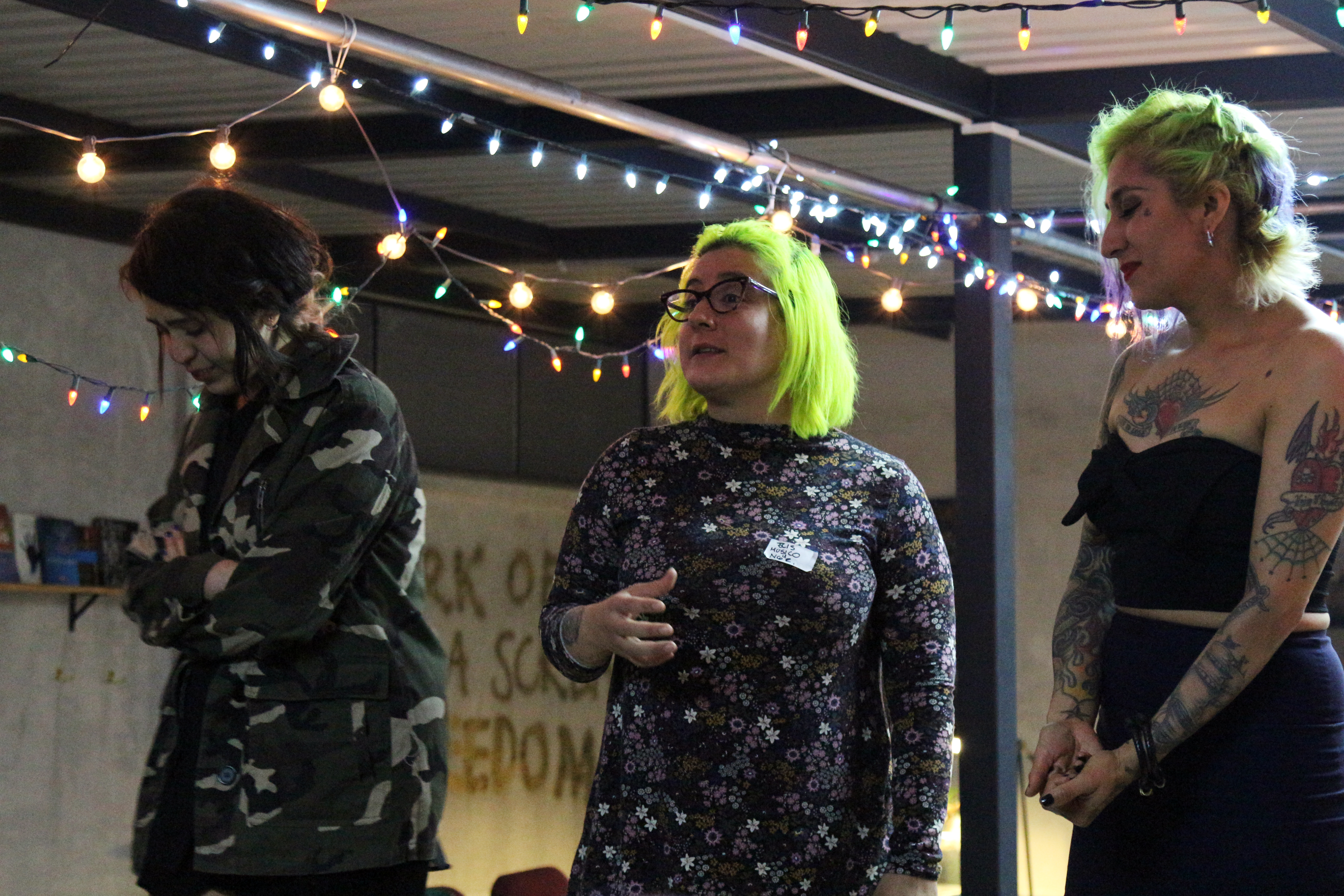
La fundadora de Now Girls Rule, Elis Paprika hablando en una de las Noches de Networking en 2017

Las Noches de Networkings son reuniones en donde Now Girls Rule invita a varias mujeres profesionistas y profesionales (artistas, empresarias, líderes de opinión, directivas, etc), con la esperanza de que se conozcan entre sí, y realicen colaboraciones de trabajo. La primera edición de las Noches de Networkings se llevó a cabo en la primavera de 2017.

### Now Girls Rule Podcast
El Podcast Now Girls Rule tiene ediciones semanales en donde la músico y cantante mexicana Elis Paprika presenta la música de mujeres artistas, y agrupaciones lideradas por mujeres de todo el mundo. Incluye también temas de interés para artistas en la industria de la Música independiente. El podcast se estrenó en el otoño de 2020.

### El Show De Now Girls Rule

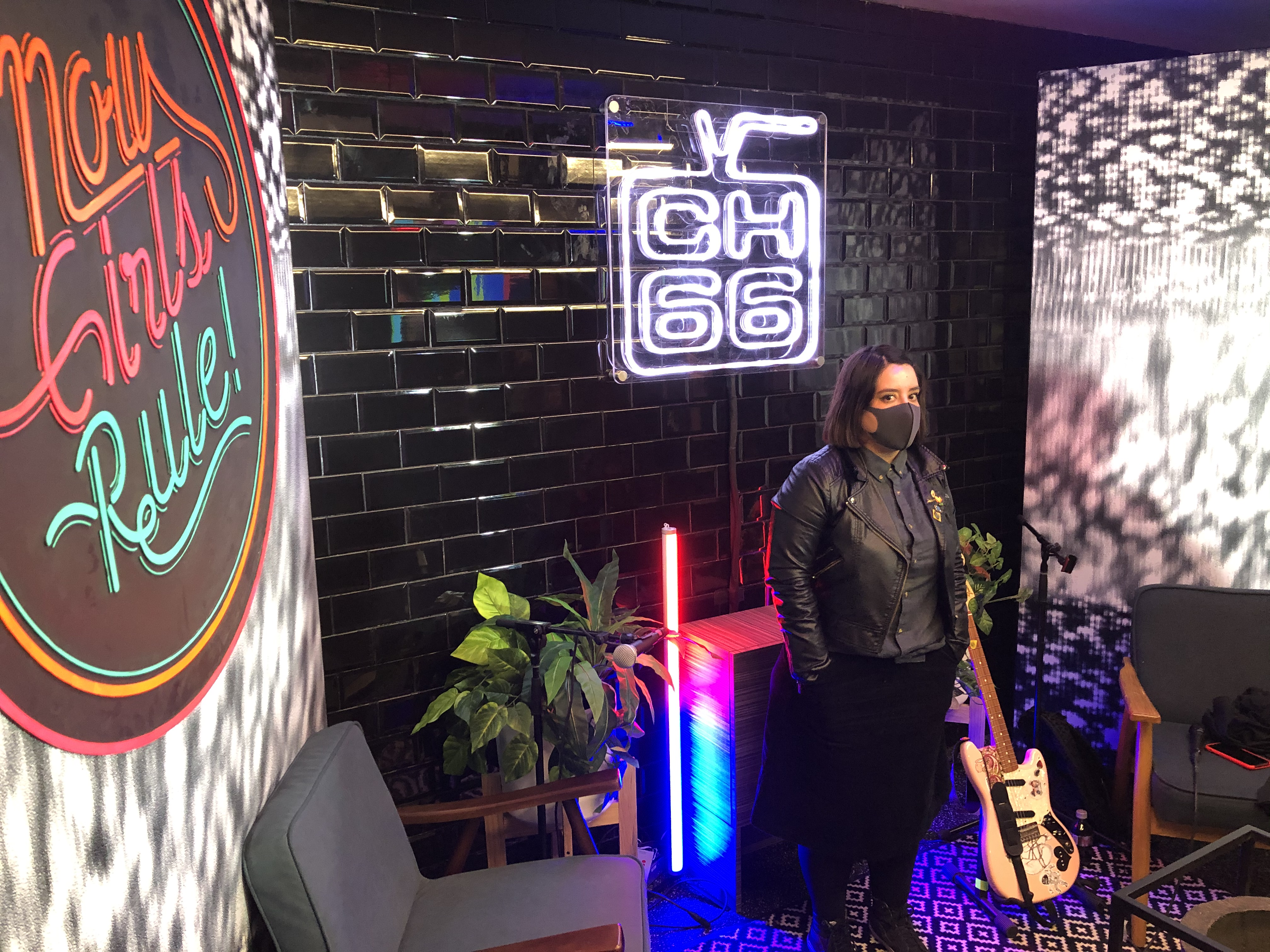
La creadora de Now Girls Rule, Elis Paprika en el set de El Show De Now Girls Rule por Vans Channel 66 en Ciudad de México en 2021

El Show De Now Girls Rule es un programa de televisión mensual, presentado en Channel 66, el canal de televisión online de la marca de calzado y ropa Vans. El programa presenta a Elis Paprika, con mujeres artistas como invitadas en entrevistas y presentaciones en vivo, con segmentos educacionales de temas de interés para mujeres y artistas independientes. El programa se estrenó el 17 de febrero de 2021.

### Fanzine Now Girls Rule
La primera edición del Fanzine Now Girls Rule fue creada con arte y mensajes de mujeres artistas, músicas e ilustradoras de la escena en México, y lanzado en formato físico en marzo de 2022. 

### Rally Now Girls Rule
El Rally Now Girls Rule invita a mujeres jóvenes de 7 a 17 años de edad, a participar en talleres musicales y de arte, para aprender a tocar instrumentos musicales. Los talleres son impartidos por mujeres artistas quienes son parte integral de la escena en México. Las chicas forman equipos con las artistas que imparten los talleres, para crear con ellas canciones originales, y grabar sus creaciones en vivo con ellas, todo en un solo día de aprendizaje y trabajo. La primera edición del Rally Now Girls Rule se llevó a cabo en House of Vans México, el 12 de marzo de 2022.

### Now Girls Rule Record Company
El 10 de marzo de 2023 se presentó oficialmente el sello Now Girls Rule Record Company, con una fiesta en House Of Vans Ciudad de México. El sello se enfoca en la promoción de mujeres músicas, y bandas lideradas por mujeres. El primer lanzamiento del sello fue el compilado "Ahora Sí Nos Escuchas? Vol. 1" con canciones inéditas por: Vondré, Le Ra, Herbolaria, Neptuna, Norwayy, Stereo Animal, Sage Skylight, Las Decapitadas, Flores y Fuego.

### Amarillo Pollito
Amarillo Pollito es un bazar "indoors" de mercancía oficial de proyectos musicales lideraros por mujeres e ilustradoras, con talleres presenciales de arte y skate, así como presentaciones de música en vivo. Es parecido a La Marketa, con las diferencias de no ser al aire libre, así como de incluir talleres presenciales de arte y skate para todos los géneros y edades. La primera edición de Amarillo Pollito se realizó el 9 de marzo de 2024, en House of Vans en Ciudad de México.